# 셰임리스 (2011년 드라마)
셰임리스(Shameless)는 미국 쇼타임에서 방영된 코미디 드라마이다. 영국의 동명의 드라마를 원작으로 하고 배경은 시카고이다. 이 시리즈는 6명의 자녀를 둔 아버지 프랭크 갤러거(Frank Gallagher)의 갤러거 가족을 배경으로 펼처지는데 비정상적인 가족이 묘사된다.

## 에피소드
| 시즌 | 시즌 | 회수 | 방송 날짜       | 방송 날짜        |
| 시즌 | 시즌 | 회수 | 시즌 시작       | 시즌 종료        |
| ---- | ---- | ---- | --------------- | ---------------- |
|      | 1    | 12   | 2011년 1월 9일  | 2011년 3월 27일  |
|      | 2    | 12   | 2012년 1월 8일  | 2012년 4월 1일   |
|      | 3    | 12   | 2013년 1월 13일 | 2013년 4월 7일   |
|      | 4    | 12   | 2014년 1월 12일 | 2014년 4월 6일   |
|      | 5    | 12   | 2015년 1월 11일 | 2015년 4월 5일   |
|      | 6    | 12   | 2016년 1월 10일 | 2016년 4월 3일   |
|      | 7    | 12   | 2016년 10월 2일 | 2016년 12월 18일 |

## 주연 캐릭터 및 출연자
- 프랭크 갤러거(Frank Gallagher) - 윌리엄 H. 메이시

- 6명의 자녀를 둔 아버지, 알코올 중독과 마약중독자이며, 돈을 벌기 위해 거짓말과 사기와 도둑질을 한다. 이안을 제외한 5명의 자녀의 친아버지이다. 그는 자식들에게 관심을 보이진 않지만 심각한 상황에서는 자식들에게 걱정을 하고 보살필려고 하기도 한다. 종종 정치와 사회에 수긍하긴 하지만 사회 시스템을 속이고 다른 사람들을 이용하는데에 주된 시간을 보낸다.
- 피오나 갤러거(Fiona Gallagher) - 에미 로섬

- 갤러거 가족의 장녀. 예쁘고 머리도 똑똑하지만 아버지 프랭크 갤러러가 가족에 전혀 신경을 쓰지 않기 때문에 이제껏 아버지와 어머니 대신 어린 동생들을 부양하며 책임을 진다. 그렇기 때문에 고등학교도 자퇴하였다. 그녀는 가족들의 책임을 져야 한다는 것에 종종 지쳐버리지만 있는 힘껏 가족을 돌본다. 쓸데 없는 자존심에 사로 잡히고 가족 모두가 성공할 수 있도록 노력하기 때문에 자기를 희생할 것이 아니라 때로는 자기 스스로의 행복을 위해야 할 점도 있다.
- 필립 갤러거(Philip Gallagher) - 제러미 앨런 화이트

- 피오나의 첫번째 남동생이자 장남. 가족들 중에 가장 머리가 똑똑하고 학업실력도 매우 출중하다. 그렇지만 상당히 자기 파괴적이며, 담배와 마리화나를 피우고 술을 매우 자주 마신다. 많은 여자들과 자고 심지어 차량도 훔친다. 쉘라 잭슨의 딸, 카렌 잭슨과 미키 밀코비치의 여동생인 맨디 밀코비치과 몇 번의 연애가 있었지만 맨디의 질투심 때문에 카렌에게 일어난 비극적인 사건때문에 두 사람하고 다 헤어지게 된다. 뛰어난 학업 실력때문에 미국에서 가장 유명한 두 학교 중의 하나인 MIT(메사추세츠 공과대학)에 합격하였지만 그러나 시카고 대학에 가게 된다. 학교 배경은 시카고 일리노이 대학. 그리고 대학에서도 큰 일이 벌어지게 되는데..
- 이안 갤러거(Ian Gallagher) - 캐머런 모너핸

- 피오나가 의지하는 두 남동생 중의 한 명. 사실 어머니 모니카의 아들은 맞지만 프랭크의 친아들이 아니다. 학교에서 JROTC(학생학군단)에 참여한다. 시즌 1때부터 맨디 밀코비치와의 사소한 문제 때문에 오빠인 미키 밀코비치와 만나게 되며 그와 점차 연인으로 발전하게 된다. 둘의 관계를 혐오하던 미키의 아버지 테리 때문에 미키가 결혼하게 되며 그 때문에 이안은 형(필립)의 신분을 이용해 군에 입대하게 된다. 하지만 군대 안에서도 헬리콥터와 지대공 미사일을 훔치려 들고 결국 무단탈영한다. 시즌4가 끝날 때 그는 양극성 장애, 조울증으로 판정되고 그로 인해 미키를 위해 헤어지려고 한다. 사실 시즌 1때부터 이어져 아직까지 살아남은 커플은 이 커플뿐이다.
- 데비 갤러거(Debbie Gallagher) - 에마 케니

- 이안에 이은 네번째 자녀. 데비는 조숙한데 긍정적인 인상을 주려고 다른사람들에게 감추려 한다. 그녀는 어떤 면에서는 매우 성숙하기 때문에 자기 또래 친구를 사귈 때 어려움을 겪기도 한다. 그녀의 사춘기 때에 자기의 순셜을 잃기 위해 노력을 하고 결국 임신까지 하게 된다. 이로 인해 피오나와 많은 마찰이 일어난다. 아이 아버지는 무서워서 도망치고 자기 스스로 아이를 낳게 된다. 사고로 인해 머리를 다친 닐과 만나게 된 이 후 그와 같이 살게 된다.
- 칼 갤러거 (Carl Gallagher) - 에단 컷코스키

- 두번째 막내인 칼은 피오나와 데비보단 남자 형제인 필립과 이안과 사이가 가깝다. 하지만 피오나에게 많은 의지를 한다. 칼은 학교에서 아이들을 위협하고 공격하고 학교 규칙을 지키지 않아 퇴학까지 당하기도 한다. 장난감을 자르고 불태우려고 하고 동물들을 죽이는 것과 같이 정신병적인 경향을 보여준다. 피오나, 필립, 이안과 다르게 데비, 칼, 리암은 프랭크를 잘 따른다. 그 이유는 윗 3남매는 프랭크를 잘 알고 배신을 많이 당해봐서 그렇지만 이들 3남매는 어려서 잘 모르기 때문.
프랭크와는 암사건 이후 유대감이 생기며, 크면서 갱쪽으로 일하다가 소년원에도 가게 된다. 그리고 사귀게 된 여자친구의 경찰 아버지때문에 경찰이 되려고 한다.
- 리암 갤러거(Liam Gallagher) - 브래넌 존슨, 블레이크 존슨, 브랜든 심스, 브랜던 심스

- 갤러거 가족 중의 막내. 가장 어리고 이상하게 백인인 모니카와 프랭크 사이에 난 흑인 아이. 정말 이상하지만 친아들 맞다. 프랭크를 잘 따르고 형 누나들도 잘 따른다. 온 가족이 리암을 챙겨주려고 한다. 피오나의 실수 때문에 코카인을 섭취하게 되고 그로 인해 피오나는 감옥까지 가게 된다. 프랭크의 노력으로 사립학교에 가게 된다.
- 베로니카 피셔(Veronica Fisher,) - 섀놀라 햄프턴

- 갤러거 가족의 이웃. 피오나와 정말 친한 친구관계이다. 베로니카, 흔히 V라고 부른다. 피오나와 관계조언, 갤러거 가족들 챙기기까지 한다. 의료 용품을 훔치기 위해 해고 될 때까지 병원 의료 경력을 쌓았고 그러다 성인동영상으로 돈 버는 웸캠소녀로 일한다. 그러다 연인 케빈과 결혼하고 술집 알리바이를 운영한다. 둘 사이의 아이를 낳고 싶어했지만 자신의 자궁의 문제로 임신을 못하자 엄마 캐롤에게 부탁하여 대리모가 되줄 것을 요쳥했지만 막상 아이가 생기자 자신에게도 쌍둥이 딸이 생겨버린다. 시즌 7때는 미키의 아내 스벳틀라나와 트러플(throuple) 관게에 빠진다.
- 케빈 볼 (Kevin Ball) - 스티브 하우이

- 베로니카와 연인사이였다가 결혼하게 된다. 큰 체격에 수염과 장발이지만 약간 멍청한 감도 있다. 술집 알리바이에서 바텐더로 일하다가 주인 스탠이 죽자 알리바이 룸을 물려 받게 된다. 위탁가정을 해봐서 아이를 가지고 싶게 된 케빈은 빅토리아랑 노력하게 되지만 잘 안되자 장모에게 아이를 잉태하게 되지만 결국 베로니카에게도 아이가 생겨버린다. 베로니카와 마찬가지로 갤러거 가족에게 힘이 되어주는 존재이며, 프랭크의 생활 방식에 분노한다. 케빈은 난독증이 있고 위탁가정에서 자랐다. 시즌5에서는 딸들과 많은 시간을 보내고 더 나은 부모가 되길 원한다. 머리도 짧게 짜른다.
- 지미 리쉬먼 (Jimmy Lishman) - 저스틴 챗윈

- 시즌 1때부터 나오는 피오나의 남자친구. 스티브와 잭으로도 알려져 있고 부자이다. 피오나가 불편해 하지만 사실 그는 전문 자동차 도둑으로 밝혀지게 되고 사실 그의 가정은 부유한 가정이고 의대에 다녔었다. 시즌 2때는 브라질 출신의 마피아 갱단 리더인 난도의 딸인 에스테파니아와 결혼한다. 피오나와 지미는 시즌 2가 끝날 때 다시 만난다. 그리고 난도는 에스테파니아가 미국 시민이 되길 원하기 때문에 이민부에 그녀에게 헌신적 남편이라는 것을 납득시키지 않으면 지미를 죽일 것이라고 위협한다. 지미는 피오나와 에스테파니아 사이에서 괴롭지만 지미가 실수를 하나 안하나 지켜보는 난도의 부하 베토가 지켜보고 있고, 피오나에게 에스테파니아와는 떠날 것 말한다. 결국 에스테파니아 일이 잘못 되는 바람에 난도에게 끌려가게 된다.
- 미키 밀코비치 (Mickey Milkovich) - 노엘 피셔

- 밀코비치의 가족의 장남. 자기 여동생인 맨디를 건드렸다는 이유로 이안을 혼내주려고 하다가 둘이 눈이 맞게 된다. 처음에는 이안이 일하는 편의점에서 당당히 물건을 훔치고 불량배에 불법적으로 총기류를 운반하고, 마약과 사기등 감옥기록도 꽤 있다. 처음엔 이안이 일하는 편의점 주인 캐쉬와 마찰을 일으키다가 결국 소년원에 가게 되고 이안과 관계를 맺는 것을 프랭크에게 걸려서 일을 벌이다가 스스로 또 들어간다. 시즌3에서 교도소 과밀로 인해 나오고 이안과 관계를 지속한다. 캐쉬 편의점에서 일자리를 구하고 이안과 가까이 지내는 지미의 아버지를 질투하여 때려 눕힌다. 이안과 집에서 관계를 맺다 아버지 테리에게 들킨 이후 강제적으로 러시아 창녀와 결혼하게 되고 그로 인해 이안이 입대하게 되고 미키는 슬픔에 빠진다. 그 후 탈영한 이안을 스트립 클럽에서 발견하고 집에 데려오게 하고 정성적으로 이안을 돌본다. 그리고 자신을 떠나려는 이안 때문에 커밍아웃을 하고 진정한 연인이 된다. 조울증이 시작하게 된 이안을 스스로 책임지려고 하고 군대에 고자질을 한 새미를 없애려다가 다시 한번 감옥에 가게 된다. 그 후 꽤 오랜시간 뒤에 감옥에 탈출하여 이안과 도주하게 되는데...
- 쉘라 잭슨(Sheila Jackson) - 조안 쿠삭

- 필립이 사귀던 카렌의 어머니. 프랭크와 사귀게 되고 카렌과 가족의 일때문에 자살하게 된 에디의 아내. 프랭크가 자신의 집을 폭파시킨 뒤 시카고를 떠난다.
- 스벳틀라나 피셔(Svetlana Fisher) - 이시도라 고레쉬터

- 미키 밀코비치가 테리 때문에 강제적으로 임신하고 결혼한 러시아인. 전직 창녀였던 그녀는 나중에 알리바이 룸에서 일하게 되고 베로니카와 케빈과 트러플(throuple) 관게에 빠진다. 베로니카와는 법적으로 결혼한 상태이다.